# Goertek
Goertek Inc. (es va estilitzar com a GoerTek) és una empresa xinesa de components acústics, que cotitza a la borsa de Shenzhen el maig de 2008. L'empresa afirma tenir el valor de mercat més gran entre les empreses acústiques a la borsa de Shenzhen. Els focus principals de Goertek consisteixen en R+D, producció i venda de components electroacústics, components òptics, accessoris electrònics i productes relacionats.
Els clients de GoerTek inclouen Samsung, Apple, Sony i Lenovo, i l'empresa va ser fundada el juny de 2001 per l'empresari multimilionari Jiang Bin i la seva dona Hu Shuangmei. El seu germà, Jiang Long, n'és el vicepresident.
El 2014, Goertek va comprar una participació majoritària del fabricant d'altaveus danès Dynaudio.

## Xarxa global
La seu global de Goertek es troba a Weifang, i hi ha seus regionals a Pequín, l'est de la Xina, el sud de la Xina, Taiwan, Japó, Europa i Amèrica.